# Poggioreale (Napoli)
Poggioreale (in napoletano Puceriale) è un quartiere della zona orientale di Napoli a ridosso della zona  Vasto-Arenaccia, il numero di abitanti è stimato di poco superiore ai 25.000, costituisce la Quarta Municipalità di Napoli insieme ai quartieri Vicarìa, San Lorenzo, Zona Industriale.
Il quartiere confina a nord con il quartiere San Pietro a Patierno (e per pochi metri con Arpino,  frazione situata nelle ultime propaggini del comune di Casoria), ad est con il quartiere Ponticelli e il quartiere Barra, a sud col quartiere Zona Industriale, ad ovest confina con il quartiere Vicarìa mentre a nord-ovest con il quartiere San Carlo all'Arena.

## Origini del nome
Il quartiere deve il suo nome al fatto che in origine fosse una zona paludosa sovrastata dalla collina dove attualmente c'è il cimitero e dove il re si recava per effettuare battute di caccia. Da "poggio reale" è quindi derivato il nome del quartiere che è diventato Poggioreale.

## Storia
Il quartiere mostra un volto molto eterogeneo, presentando luoghi dismessi e decentrati (come ad esempio il vecchio mercato ortofrutticolo, l'ex macello comunale, la vecchia centrale del latte, la manifattura dei tabacchi ed uno stabilimento Fiat chiuso nel 2022 e ceduto a terzi) accanto ad altri invece economicamente ben avviati, come il Centro Direzionale di Napoli.
Agli inizi del '900 la zona era marginale, ma con l'ampliamento della città avuto con il Risanamento e in seguito con l'avvento del fascismo, il quartiere conobbe un forte sviluppo industriale e infrastrutturale, l'area da allora ha acquisito un rilevante peso nel capoluogo campano, Poggioreale ospita, infatti, il Tribunale cittadino, la Procura della Repubblica, la sede del Consiglio regionale della Campania, il Distretto Militare, la sede INAIL, la sede del principale quotidiano cittadino Il Mattino, il Cimitero Monumentale nonché il noto penitenziario.
Nel quartiere convivono difficili situazioni di disagio sociale, con altre che invece hanno rilevanti potenzialità di sviluppo.
In virtù delle sue molteplici funzioni nella vita cittadina Poggioreale fu pesantemente danneggiato dalla guerra (furono rese completamente inservibili le numerose industrie e la stazione). Questo aiuta anche a spiegare il perché di uno sviluppo edilizio che in alcune parti del quartiere si può senza dubbio definire speculativo. Le prospettive future appaiono tuttavia incoraggianti: la nuova rete di trasporti attualmente in fase di progettazione costituirà un importante sbocco occupazionale mentre sempre più importanza si sta dando al recupero urbanistico e culturale (inserendo alcuni siti negli itinerari turistici legati al "Maggio dei Monumenti").

## Infrastrutture e trasporti
Il quartiere è servito dall'uscita 3 (Corso Malta) della Tangenziale di Napoli e dalla SS 162 dir con l'uscita Centro Direzionale. 
È attraversato dalla linea tramviaria 1 (Poggioreale-Via Cristoforo Colombo), ed è servito dalla Linea 2 della metropoltana attraverso la stazione di Gianturco, è anche munito di 2 stazioni della rete Circumvesuviana (Poggioreale, Napoli Centro direzionale, dal 1° aprile del 2025 è collegato con linea 1 della Metropolitana di Napoli con la fermata  del Centro direzionale, inoltre sono in corso i lavori delle costruende stazioni di Poggioreale e Tribunale.

## Monumenti e luoghi d'interesse

### Carcere

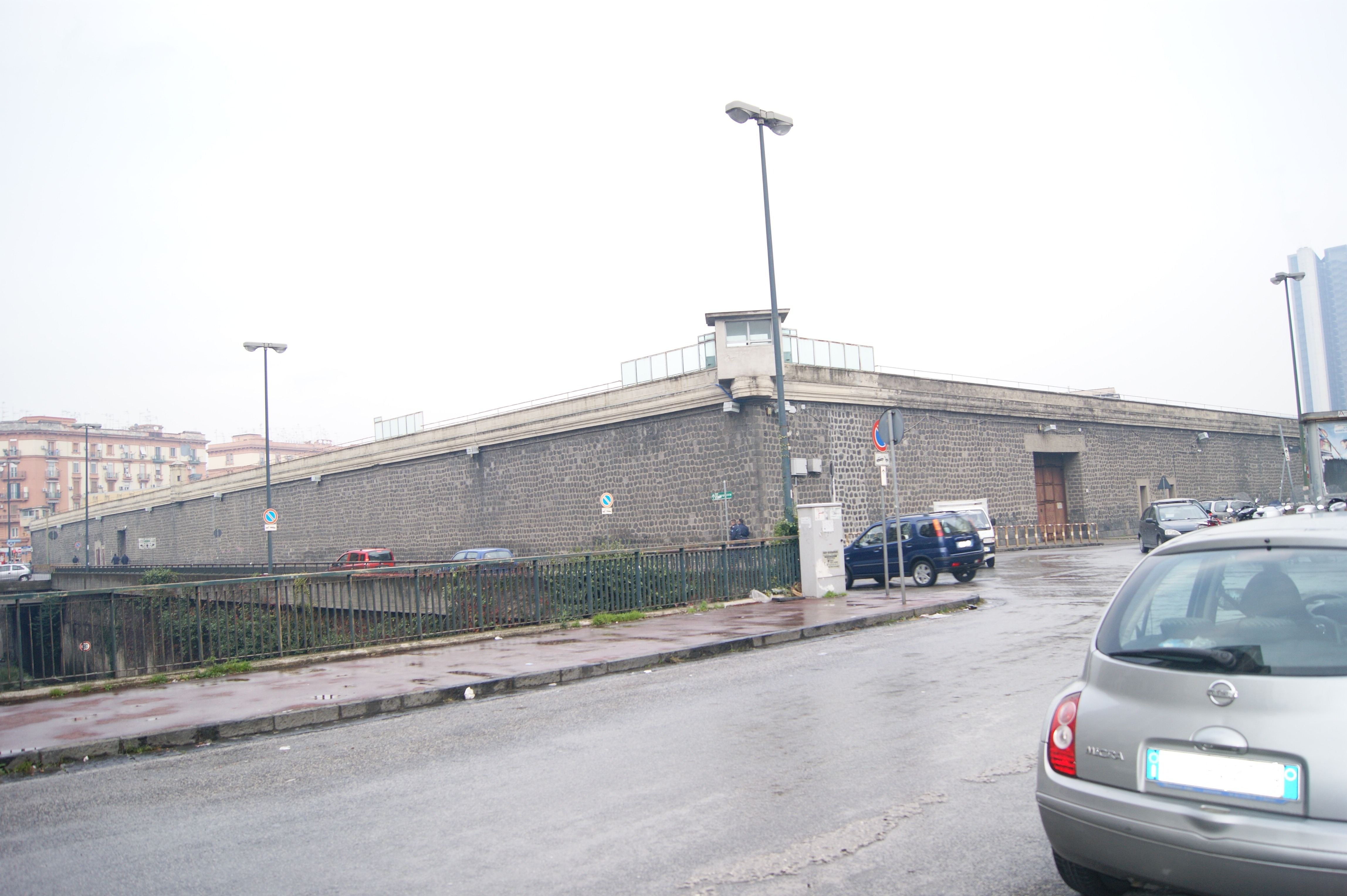
Scorcio del carcere di Poggioreale

Il carcere di Poggioreale, che è stato intitolato al vice direttore Giuseppe Salvia assassinato dalla Nuova camorra organizzata (su ordine del boss Raffaele Cutolo), fu costruito nel 1914. Il progetto del carcere giudiziario ebbe inizio nel 1905 per far fronte al sovraffollamento delle carceri in funzione all’epoca: Vicaria (Castel Capuano), Carcere del Carmine, il Forte di Vigliena. Nel tempo i reparti presero il nome di città italiane: Napoli, Milano, Livorno, Genova, Torino, Venezia, Avellino, Firenze, Salerno, Roma. È presente nella tradizione novecentesca napoletana, persino nella famosa smorfia. Il carcere è citato in varie canzoni. Del 1972 è la canzone Puceriale (Poggioreale in napoletano) di Mario Trevi. È citato in Giuvaniello, canzone della Nuova Compagnia di Canto Popolare (1977), nella canzone del 1990 Don Raffaè di Fabrizio De André, tratta dall'album Le nuvole, in Gimmerulove degli Almamegretta, nel 2016.

### Mercato e zona industriale

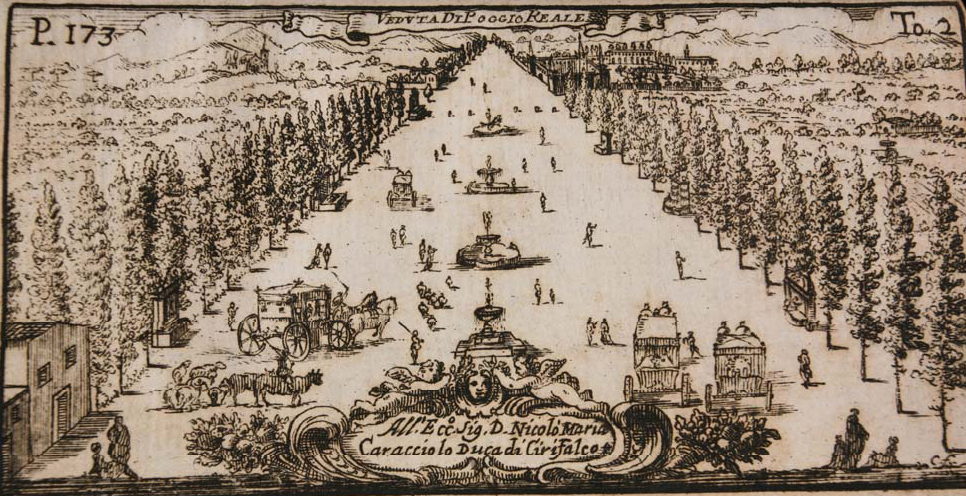
Un disegno di Poggioreale ad opera di Domenico Antonio Parrino risalente al 1718

Nel quartiere sorgeva il mercato ortofrutticolo generale, per anni il più grande d'Italia, chiuso nel 2008 dopo venti anni di lotte tra gli operatori e le amministrazioni comunali. Al 2013 l'area risulta adibita in parte a parcheggio, dopo essere stata degradata dai vandali.
Nella zona sud del quartiere c'era inoltre la cosiddetta Zona Industriale.
A Poggioreale, fino alla fine degli anni Sessanta, inizio Settanta, erano attivi diversi stabilimenti industriali, ormai tutti dismessi: la denominazione della Circoscrizione cittadina, infatti, era "Poggioreale zona industriale". Fra i più importanti siti industriali c'erano: tessile, la MCM Manifatture Cotoniere Meridionali (tessuti e filati); alimentari, Saom, Carapelli, Masturzo (olio), Eridania (zucchero), Arrigoni (conserve), Simmenthal (carni in scatola); chimica, Linvea (colori), Saffa (fiammiferi).

### Cimitero
A Poggioreale è anche presente il più grande cimitero di Napoli che ne occupa una larga porzione orientale. Sorto al posto della Villa di Poggioreale, presenta al suo interno la Chiesa madre e un monumentale chiostro. Nel cimitero di Santa Maria del Pianto, l'omonima chiesa.

## Rioni
- Rione Vittorio Emanuele III (Zona Casa Circondariale)
- Rione dei Ferrovieri (Zona Corso Malta)
- Rione Luzzatti (Zona Gianturco)
- Rione Ascarelli (Zona Gianturco)
- Rione Sant'Alfonso (meglio noto come il Connolo)
- Rione Cesare Battisti (Zona Purgatorio-via Stadera)

### Centro direzionale
Al lato della stazione centrale, costruito negli anni ottanta e novanta, svetta il famoso centro direzionale di Napoli con le caratteristiche forme futuristiche ed i tipici grattacieli. Il complesso ospita importanti servizi: il palazzo della Regione Campania, il Palazzo di Giustizia e numerose imprese. Il quartiere dirigenziale comprende anche diversi palazzi destinati ad uso abitazione che negli ultimi anni hanno fatto incrementare il numero di abitanti del quartiere. Il Centro Direzionale ha subito varie critiche legate alla sua architettura che mal si concilia col resto dell'abitato circostante, ma ha avuto l'indiscusso merito di avviare il risanamento di un'area altrimenti molto depressa.
Alle spalle del Centro Direzionale, verso est, è presente una grande area di fabbriche dismesse da vari decenni, che presto diverrà oggetto di una grossa riqualificazione, che sistemerà questa zona come estensione del Centro Direzionale, con altri grattacieli, nonché circoli didattici, aree verdi ed un grande lago artificiale contornato da chalet e ristoranti.